# ビショップ博物館

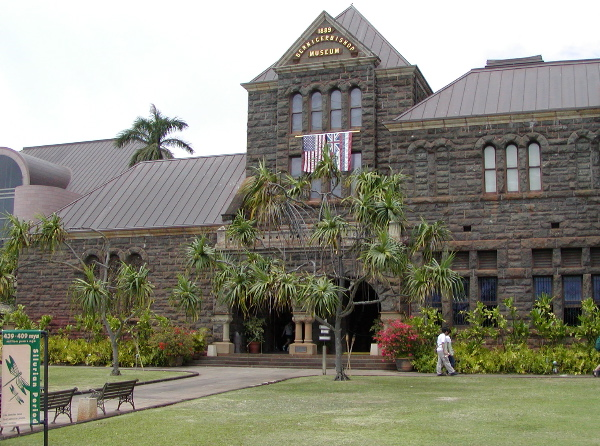
バーニス・P・ビショップ博物館

バーニス・P・ビショップ博物館（バーニス・P・ビショップはくぶつかん）は、アメリカ合衆国ハワイ州、オアフ島ホノルルにある博物館である。歴史や科学などを扱い・展示している。住所は1525 Bernice Street, Honolulu, Hawaiiである。

## 概要
1889年に設立された、ハワイでも最大の博物館。特徴として、ポリネシアの文化に関連したコレクションが数多く展示されている点などが挙げられる。昆虫の標本が多いことでも知られ、その数およそ1350万に上るコレクション数は、アメリカ合衆国全体でも3番目に多いという。1982年7月26日に、アメリカ合衆国国家歴史登録財に登録された。 
この博物館は、実業家として名をはせたチャールズ・リード・ビショップ（Charles Reed Bishop）が、妻が亡くなった時に彼女を称えて建設したもの。彼の妻バーニス・パウアヒ・ビショップ（Bernice Pauahi Bishop、博物館の名称の由来である）は、カメハメハ王家の血筋を引く、最後の直系の子孫であった。
現在までに増改築を経て、学習施設としても機能。別に、ホノルル港にあるハワイ海事センターも運営していたが、現在センターは一時的に閉館になった。 ビショップ ミュージアムは、毎日午前 9:00 時から午後 5:00 時まで開館しています。

## 参照項目
- エイミー・B・H・グリーンウェル民族植物園 (ハワイ島)